# Arthur Austin
Arthur Austin   (Oakland, 8 de juliol de 1902 - Pasadena, 4 de febrer de 1962) va ser un waterpolista estatunidenc que va competir durant la dècada de 1920.
El 1924 va prendre part en els Jocs Olímpics de París, on va disputar la competició de waterpolo, en què guanyà la medalla de bronze.